# Wolfgang Schmidbauer
Wolfgang Schmidbauer (* 15. Mai 1941 in München) ist ein deutscher Psychologe, Psychoanalytiker und Schriftsteller.

## Leben
Wolfgang Schmidbauer wurde als zweiter Sohn des Juristen im Staatsdienst Eduard Schmidbauer und der Lehrerin Elisabeth Schmidbauer, geborene Günther, geboren. Der Vater starb 1944 im Zweiten Weltkrieg in der Ukraine. Schmidbauer selbst äußerte 2024, dass dieser frühe Verlust seine eigene Vaterrolle geprägt habe. Er habe diese Rolle von seinen Kindern gelernt. Schmidbauer wuchs an verschiedenen Orten in Bayern auf.
Auf einer Exkursion lernte Schmidbauer 1964 seine erste Ehefrau Silke kennen, die 2005 starb. Er hat drei Töchter und lebt in München und in Dießen am Ammersee.

## Beruflicher Werdegang
Von 1960 bis 1966 studierte Schmidbauer Psychologie an der LMU München. 1970 wurde er bei Albert Görres in München mit der Arbeit „Mythos und Psychologie – Methodische Probleme, aufgezeigt an der Ödipussage“ promoviert. 
Seit 1973 arbeitet Schmidbauer neben seiner Tätigkeit als Autor in freier Praxis als analytischer Einzel- und Gruppentherapeut und Supervisor. 1977 publizierte er den Bestseller Die hilflosen Helfer – ein Werk, das auch aktuell noch rezipiert wird – und prägte darin den Begriff „Helfersyndrom“. Er war außerdem einer der ersten Kritiker der Konsumgesellschaft aus ökologisch-psychologischer Sicht (Homo consumens, 1972; Jetzt haben, später zahlen, 1995). Schmidbauer gehört zu den aktivsten Fachschriftstellern in Deutschland.
Von 1976 bis 1980 hatte er einen Lehrauftrag für Klinische Psychologie an der LMU München. 1986 nahm er eine Gastprofessur für Psychoanalyse an der Gesamthochschule Kassel wahr.
Er ist Ehrenvorsitzender der Gesellschaft für analytische Gruppendynamik, in der Gruppenleiter, Supervisoren und Familientherapeuten ausgebildet werden, und Lehranalytiker der Münchner Arbeitsgemeinschaft für Psychoanalyse.

## Werke (Auswahl)

### Sachbücher
- Mythos und Psychologie. Methodische Probleme, aufgezeigt an der Oedipus-Sage. Reinhardt, München 1970; 2., aktualisierte und erweiterte Auflage 1999, ISBN 3-497-01481-8 (Dissertation, Universität München, 1970).
- Psychotherapie. Ihr Weg von der Magie zur Wissenschaft. Nymphenburger, München 1971; Neuausgabe: Vom Umgang mit der Seele. Ebd. 1998; Fischer, Frankfurt am Main 2000, ISBN 3-596-14696-8; vollständig überarbeitete Neuausgabe: Die Geschichte der Psychotherapie: Von der Magie zur Wissenschaft. Herbig, München 2012, ISBN 978-3-7766-2705-3.
- Handbuch der Rauschdrogen (mit Jürgen vom Scheidt). Nymphenburger, München 1971; überarbeitete und erweiterte Neuausgabe: Fischer, Frankfurt am Main 2004, ISBN 3-596-16277-7.
- Homo consumens. Der Kult des Überflusses. DVA, Stuttgart 1972, ISBN 3-421-02637-8.
- Sensitivitätstraining und analytische Gruppendynamik. Piper, München 1973, ISBN 3-492-00356-7.
- Emanzipation in der Gruppe. Piper, München 1974, ISBN 3-492-00381-8.
- Vom Es zum Ich. Evolution und Psychoanalyse. List, München 1975; Neuausgabe: Leutner, Berlin 2005, ISBN 978-3-934391-28-4.
- Die hilflosen Helfer. Über die seelische Problematik der helfenden Berufe. Rowohlt, Reinbek bei Hamburg 1977, ISBN 3-498-06123-2.
- Alles oder nichts. Über die Destruktivität von Idealen. Rowohlt, Reinbek 1980, ISBN 3-498-06142-9.
- Helfen als Beruf. Die Ware Nächstenliebe, Rowohlt, Reinbek 1983, ISBN 3-498-06159-3.
- Die Angst vor Nähe. Rowohlt, Reinbek 1985, ISBN 3-498-06177-1.
- Liebeserklärung an die Psychoanalyse. Rowohlt, Reinbek 1988, ISBN 3-498-06228-X.
- Du verstehst mich nicht. Die Semantik der Geschlechter. Rowohlt, Reinbek 1991, ISBN 3-498-06258-1.
- Jetzt haben, später zahlen. Die seelischen Folgen der Konsumgesellschaft. Rowohlt, Reinbek 1995, ISBN 3-498-06299-9.
- Die heimliche Liebe. Ausrutscher, Seitensprung, Doppelleben. Rowohlt, Reinbek 1999, ISBN 3-498-06340-5.
- Der Mensch als Bombe. Eine Psychologie des neuen Terrorismus. Rowohlt, Reinbek 2003, ISBN 3-498-06357-X.
- Die Rache der Liebenden. Verletzte Gefühle und Wege aus der Hass-Falle. Rowohlt, Reinbek 2005, ISBN 3-498-06356-1.
- Der Mensch Sigmund Freud. Ein seelisch verwundeter Arzt? Ein neuer Ansatz. Kreuz, Stuttgart 2005, ISBN 3-7831-2635-5.
- mit Annemarie Bauer: Im Bauch des Wals: Über das Innenleben von Institutionen. Leutner, Berlin 2005, ISBN 3-934391-26-5.
- Das Helfersyndrom. Hilfe für Helfer. Rowohlt, Reinbek 2007, ISBN 978-3-499-62208-3.
- Warum der Mensch sich Gott erschuf. Die Macht der Religion. Kreuz, Stuttgart 2007, ISBN 978-3-7831-2896-3.
- Das Buch der Ängste. Blumenbar, München 2007, ISBN 978-3-936738-33-9.
- Die psychologische Hintertreppe. Kleines 1x1 der Seelenkunde. Gütersloher Verlagshaus, Gütersloh 2008, ISBN 978-3-579-06982-1.
- Er hat nie darüber geredet. Das Trauma des Krieges und die Folgen für die Familie Kreuz, Stuttgart 2008, ISBN 978-3-7831-3149-9.
- Psychologie des Terrors. Warum junge Männer zu Attentätern werden. Gütersloher Verlagshaus, Gütersloh 2009, ISBN 978-3-579-06526-7.[6]
- Ein Land – drei Generationen. Psychogramm der Bundesrepublik. Herder, Freiburg im Breisgau 2009, ISBN 978-3-451-30125-4.
- Paartherapie. Konflikte verstehen, Lösungen finden. Gütersloher Verlagshaus, Gütersloh 2010, ISBN 978-3-579-06767-4.
- Das kalte Herz: Von der Macht des Geldes und dem Verlust der Gefühle. Murmann, Hamburg 2011, ISBN 978-3-86774-124-8.
- Die gelassene Art, Ziele zu erreichen! Abschied vom Erfolgszwang. Kreuz, Freiburg im Breisgau 2012, ISBN 978-3-451-61161-2.
- Das Floß der Medusa – Was wir zum Überleben brauchen. Murmann, Hamburg 2012, ISBN 978-3-86774-182-8.
- Kassandras Schleier. Das Drama der hochbegabten Frau. Orell Füssli, Zürich, 2013, ISBN 978-3-442-17724-0.
- Die großen Fragen der Liebe. Paarkonflikte verstehen und lösen. Goldmann, München, 2014, ISBN 978-3-442-17504-8
- Wie wir wurden, was wir sind. Psychogramm der Deutschen nach 1945. Herder, Freiburg im Breisgau 2014, ISBN 978-3-451-06692-4.
- Das Rätsel der Erotik. Lust oder Bindung. Kreuz, Freiburg im Breisgau 2014, ISBN 978-3-451-61307-4.
- Enzyklopädie der Dummen Dinge. Oekom, München 2015, ISBN 978-3-86581-732-7.
- Die Seele des Psychologen. Orell Füssli, Zürich 2016, ISBN 978-3-280-05598-4.[3]
- Helikoptermoral. Empörung, Entrüstung und Zorn im öffentlichen Raum. kursbuch.edition, Hamburg 2017, ISBN 978-3-946514-56-5.
- Raubbau an der Seele. Psychogramm einer überforderten Gesellschaft. Oekom, München 2017, ISBN 978-3-96006-009-3.
- Wenn Helfer Fehler machen. Rowohlt, 2017, ISBN 978-3-688-10505-2.
- Die Geheimnisse der Kränkung und das Rätsel des Narzissmus. Seelische Verletzbarkeit in der Psychotherapie. Klett-Cotta, Stuttgart 2019, ISBN 978-3-608-89230-7.
- Die Kunst der Reparatur. Ein Essay. Oekom, München 2020, ISBN 978-3-96238-183-7.
- Kaltes Denken, warmes Denken. Über den Gegensatz von Macht und Empathie. kursbuch.edition, Hamburg 2020, ISBN 978-3-96196-134-4.
- Der Fortschritt und das Glück. Eine gescheiterte Beziehung. oekom Verlag, München 2022, ISBN 978-3-96238-350-3.
- Die großen Fragen des Alterns. EcoWing, Elsbethen 2022, ISBN 978-3-7110-0310-2.
- Du bist schuld! Zur Paaranalyse des Vorwurfs. 2. Aufl. Klett-Cotta, Stuttgart 2022, ISBN 978-3-608-89266-6.
- Animalische und narzisstische Liebe. Zur Paaranalyse der romantischen Bindung. Klett-Cotta, Stuttgart 2023, ISBN 978-3-608-89316-8.
- Böse Väter, kalte Mütter? Warum sich Kinder schlechte Eltern schaffen. Reclam, Ditzingen 2024, ISBN 978-3-15-011467-4.
- Dorothea Siegle, Wolfgang Schmidbauer: „Wenn Sie wüssten, wie ich wirklich bin“ Therapeuten erzählen aus ihrer Praxis – 50 Geschichten. Beltz Verlag, Weinheim 2025. ISBN 978-3-407-86897-8.

### Romane und Erzählungen
- Eine Kindheit in Niederbayern. Rowohlt, Reinbek 1987; Neuausgabe ebd. 1993, ISBN 3-499-13226-5.
- Ein Haus in der Toscana. Reisen in ein verlorenes Land. Rowohlt, Reinbek 1990; erweiterte Neuausgabe ebd. 1995, ISBN 3-499-13648-1.
- Mit dem Moped nach Ravenna. Eine Jugend im Wirtschaftswunder. Rowohlt, Reinbek 1994, ISBN 3-499-13259-1.
- Die Kentaurin. Die Geschichte einer ungewöhnlichen Frau. Rowohlt, Reinbek 1996, ISBN 3-498-06300-6.
- Die einfachen Dinge. DTV, München 2003, ISBN 3-423-36308-8.